# 大日本産業報国会
大日本産業報国会（だいにっぽんさんぎょうほうこくかい、旧字体：大日本產業報國會）は、1940年（昭和15年）11月23日に結成された産業報国会の全国連合組織。略称は産報（さんぽう）。

## 概要
全国産業団体連合会、全国労働組合同盟と日本労働総同盟の解散によって、労働組合を傘下に収め、内務省・厚生省の指導の下、労働者を戦時体制に統合することとなった。
1940年（昭和15年）11月23日午前、大日本産業報国会中央本部創立総会が九段軍人会館で開催。同日午後、各府県産業報国連合会代表1200人による創立記念式が同じ九段軍人会館で行われた。総会では綱領と会則が決定された。発足当初、中央本部の事務局は総務、労務、錬成、厚生の四局体制であったが、1941年（昭和16年）12月2日に総務、業務の二局体制に改組および常務理事制を導入する機構改革が行われた。
1941年（昭和16年）には厚生省の通牒に基づき、全国26000の単位産業報国会の内部の職場実践組織として、25歳以下の男子による「産報青年隊」が結成された。加入する隊員数は250万人が見込まれた。労働者の動員のため、同年9月の勤労秩序確立運動、同年10月からの勤労総動員運動、翌年1月からの生産力増強運動を指導するなどした。
1942年（昭和17年）5月、大政翼賛会の監督下に入った。
大日本産業報国会は第二次世界大戦後の1945年（昭和20年）9月に解散した。
同じような組織で1938年（昭和13年）8月30日、産業報国連盟が結成されている。こちらは、各府県警察部の特高課長の指導で各工場ごとにつくられ、その各府県連合会の会長に道府県知事が、支部長に各管区の警察署長、東京市では警視総監が就任している。社会大衆党の幹部が率先して協力した。

## 発足時の役員

### 総裁
- 金光庸夫（厚生大臣）

### 会長
- 平生釟三郎（貴族院議員、日本製鐵会長）

### 理事長
- 湯沢三千男（元内務次官）

### 顧問
- 内務大臣、文部大臣、商工大臣、逓信大臣、鉄道大臣、企画院総裁、大政翼賛会事務総長
- 水野錬太郎（貴族院議員）
- 郷誠之助（貴族院議員）
- 小倉正恒（株式会社住友本社総理事）

### 常任顧問
- 広瀬久忠（貴族院議員）
- 河原田稼吉（貴族院議員）
- 吉田茂（貴族院議員）
- 中川末吉（古河電気工業社長）
- 片岡安（満洲皮革社長）

### 審議員
- 内閣書記官長、法制局長官、内閣情報部長
- 企画院次官、内務次官、大蔵次官、陸軍次官、海軍次官、文部次官、農林次官、商工次官、逓信次官、鉄道次官、厚生次官
- 井坂孝（東京瓦斯社長）
- 今井五介（全国製糸業組合連合会会長）
- 鋳谷正輔（川崎重工業社長）
- 岩崎清七（全国実業協会会長）
- 八田嘉明（日本商工会議所会頭）
- 橋本圭三郎（鉱山懇和会会長）
- 蓮沼門三（修養園主幹）
- 大河内正敏（貴族院議員、理化学研究所所長）
- 小畑源之助（日本ペイント社長）
- 大隈栄一（大隈鉄工所所長）
- 岡田文秀
- 渡辺福雄（渡辺鉄工所所長）
- 川西清兵衛（日本毛織取締役会長）
- 川島三郎（三井鉱山取締役会長）
- 亀井貫一郎（衆議院議員）
- 田沢義鋪（協調会常務理事）
- 高嶋菊次郎（王子製紙社長）
- 津田信吾（鐘淵紡績社長）
- 中島弥団次（衆議院議員）
- 中川正左（鉄道同志会会長）
- 中松真卿（日本製鐵社長）
- 村上義一（日本通運社長）
- 栗本勇之助（栗本鉄工所所長）
- 安岡正篤（金鶏学院学監）
- 松本健次郎（石炭鉱業連合会会長）
- 増田次郎（日本発送電総裁）
- 松村光三（衆議院議員）
- 後藤隆之助（大政翼賛会組織局長）
- 伍堂卓雄（日本厚生協会会長）
- 五島慶太（東横電鉄社長）
- 木暮武太夫（衆議院議員）
- 小平浪平（日立製作所社長）
- 小林順一郎
- 寺島健（浦賀ドック社長）
- 青木鎌太郎（愛知時計電機社長）
- 宮島清次郎（日清紡績社長）
- 白石元治郎（日本鋼管社長）
- 斯波孝四郎（三菱重工業社長）
- 庄司乙吉（東洋紡績社長）
- 平泉澄（東京帝大教授）
- 森矗昶（帝国アルミニウム統制社長）
- 末弘厳太郎（東京帝大教授）

### 理事
- 企画院第三部長、内務省警保局長、文部省社会教育局長
- 陸軍省整備局長、海軍艦政本部総務部長
- 商工省総務局長、商工省鉱産局長
- 厚生省労働局長、厚生省職業部長、保険院社会保険局長
- 波多野貞夫（日本能率連合会理事長）
- 大倉邦彦（大倉精神文化研究所所長）
- 田中貢
- 牛尾健治（中国合同電気社長）
- 氏家貞一郎
- 安川第五郎（安川電機社長）
- 松本勇平
- 町田辰次郎
- 藤山愛一郎（大日本製糖社長）
- 深川正夫（三井鉱山労務部長）
- 河野密（衆議院議員）
- 暉峻義等
- 君島清吉
- 三村起一（住友鉱業専務取締役）
- 三輪寿壮（衆議院議員）
- 清水重夫（大政翼賛会組織部長）
- 下出義雄（大同製鋼社長）
- 膳桂之助（全国産業団体連合会常任理事）

### 監事
- 厚生次官
- 白石元治郎
- 小畑源之助